# دوري أبطال أوروبا للسيدات 2010–11
دوري أبطال أوروبا للسيدات 2010–11 هي النسخة العاشرة من كأس الاتحاد الأوروبي للسيدات المنظمة من طرف اليويفا، والنسخة الثانية منذ أن تمت تسميته بدوري أبطال أوروبا للسيدات.
فاز ليون الفرنسي بالبطولة بعد أنهى النسخة الماضية وصيفًا ليصبح بذلك أول نادٍ فرنسي يفوز بدوري الأبطال.

## مرحلة خروج المغلوب

### نصف النهائي
| الفريق الأول | إجم. | الفريق الثاني  | مباراة الذهاب | مباراة الإياب |
| ------------ | ---- | -------------- | ------------- | ------------- |
| ليون         | 5–2  | آرسنال         | 2–0           | 3–2           |
| دويسبورغ     | 2–3  | توربين بوتسدام | 2–2           | 0–1           |

#### مبارتا الذهاب
| دويسبورغ                  | 2–2   | توربين بوتسدام                   |
| ------------------------- | ----- | -------------------------------- |
| - غرينغز 32' - أورستر 42' | تقرير | - كيرسشوفيسكي 16' - ناغاساتو 35' |

| ليون            | 2–0   | آرسنال |
| --------------- | ----- | ------ |
| - شيلين 2'، 11' | تقرير |        |

#### مبارتا الإياب
| آرسنال                   | 2–3   | ليون                                |
| ------------------------ | ----- | ----------------------------------- |
| - فليتينغ 68' - وايت 85' | تقرير | - لي سومر 16'، 34' - ديكينمان 1+45' |

| توربين بوتسدام | 1–0   | دويسبورغ |
| -------------- | ----- | -------- |
| - ناغاساتو 40' | تقرير |          |

### النهائي
| ليون                       | 2–0   | توربين بوتسدام |
| -------------------------- | ----- | -------------- |
| - ريناد 27' - ديكينمان 85' | تقرير |                |